# Amt Carbäk
Het Amt Carbäk is een samenwerkingsverband van 7 gemeenten en ligt in de Landkreis Rostock in de Duitse deelstaat Mecklenburg-Voor-Pommeren. Het Amt telt 7.884 inwoners. Het bestuurscentrum bevindt zich in de gemeente Broderstorf.

## Geschiedenis
Het Amt Carbäk is op 31 maart 1992 opgericht als Amt binnen de toenmalige Landkreis Rostock-Land. Op 12 juni 1994 kwam het door een herindeling in de Landkreis Bad Doberan. Met ingang van 1 januari 2012 werd Mandelshagen, dat als zelfstandige gemeente onderdeel was van het Amt Carbäk, opgenomen in Blankenhagen in het Amt Rostocker Heide. Op 1 januari 2013 verloor Steinfeld haar zelfstandigheid en werd onderdeel van Broderstorf.

## Gemeenten
Het Amt bestaat uit de volgende gemeenten:
- Broderstorf * (3.803) met Fienstorf, Ikendorf, Neu Broderstorf, Neuendorf, Neu Pastow, Neu Roggentin, Öftenhäven, Pastow, Rothbeck, Steinfeld en Teschendorf
- Klein Kussewitz ( x) met Groß Kussewitz en Volkenshagen
- Poppendorf (696) met Bussewitz en Vogtshagen
- Roggentin (2.714) met Fresendorf en Kösterbeck
- Thulendorf (671) met Hohenfelde, Klein Lüsewitz, Neu Fienstorf, Neu Thulendorf en Sagerheide